# Сайылык (Нюрбинский улус)
Сайылык (Хорула) — село в Нюрбинском улусе Якутии. Образует сельское поселение Хорулинский наслег.

## Название
Предполагается, что село Хорула названа в честь богатыря, жившего в этой местности. По предварительным данным имя данного богатыря

## География
Село Хорула является одним из самых отдалённых сёл от административного центра Нюрбинского района, г. Нюрбы.
Расположено в 120 км от районного центра, также находится к северу от ближайшего населённого пункта - села Марха, в расстоянии ~60 км.
В последние годы выпадает небольшое количество осадков, поэтому уровень воды (озера Эбэ) падает. Примечательной особенностью села является его планировка: в отличие от остальных сёл Нюрбинского района, только в Хоруле наблюдается радиально-кольцевая планировка вокруг озера. 
Климат резко континентальный, ввиду его большей удалённости от моря и нахождением в областях с повышенным давлением. Лето сухое, очень жаркое. Лёд окончательно тает обычно в начале или в середине июня. 
Зимой обычно как у большинства населённых пунктов РС(Я) царит антициклон, поэтому преобладают обычно безветренные, штилевые стоячие морозы.Из-за продолжительных низких температур,  зимой часто можно наблюдать густые туманы.

## История
Основано в 1897 году.
В годы существования Советского Союза в Хоруле работали колхозы. В какой-то [какой?] период времени население Хорулы превышало 1000 человек.

## Население
| 2002 | 2010 | 2011 | 2012 | 2013 | 2014 | 2015 |
| ---- | ---- | ---- | ---- | ---- | ---- | ---- |
| 835  | ↘786 | ↗787 | ↗797 | ↘790 | ↘783 | ↘778 |
| 2016 | 2017 | 2018 | 2019 | 2020 | 2021 |      |
| ↘773 | ↘770 | ↗787 | ↘776 | ↘775 | ↗780 |      |

## Инфраструктура
В селе имеются детский сад, школа, интернат, участковая больница, культурный центр, библиотека, спортивный комплекс, отделение «Почты России», 3 магазин и 2 хлебопекарни. Дорога в районный административный центр — грунтовая, протяжённостью 116 км.

## Экономика
Маслозавод (СХПК «Байар»), пилорама, водокачка, 2 хлебопекарни, магазины.
Основное занятие жителей: животноводство (крупный рогатый скот, выпас лошадей), овощеводство и деревообработка.

## Связь
В 2013 году была установлена сотовая связь мобильного оператора «Билайн». Основным оператором доступа к интернету является «Ростелеком».

## Праздники
Каждое лето в селе проходит ыhыах — национальный якутский праздник.